# 里瓦斯省
里瓦斯省 （Departamento de Rivas）是尼加拉瓜的一個省，位於該國西南部、尼加拉瓜湖的西南岸，西臨太平洋，南界哥斯大黎加。面積2,155平方公里，2005年人口166,900人。首府里瓦斯。
下分10市。
1. ↑  . City Population.